# Běleč (ort i Tjeckien, Södra Böhmen)
Běleč är en ort i Tjeckien.   Den ligger i regionen Södra Böhmen, i den centrala delen av landet, 70 km söder om huvudstaden Prag. Běleč ligger 448 meter över havet och antalet invånare är 183.
Terrängen runt Běleč är platt västerut, men österut är den kuperad. Běleč ligger nere i en dal. Runt Běleč är det ganska glesbefolkat, med 22 invånare per kvadratkilometer. Närmaste större samhälle är Tábor, 19,3 km sydväst om Běleč. Omgivningarna runt Běleč är en mosaik av jordbruksmark och naturlig växtlighet.

## Galleri

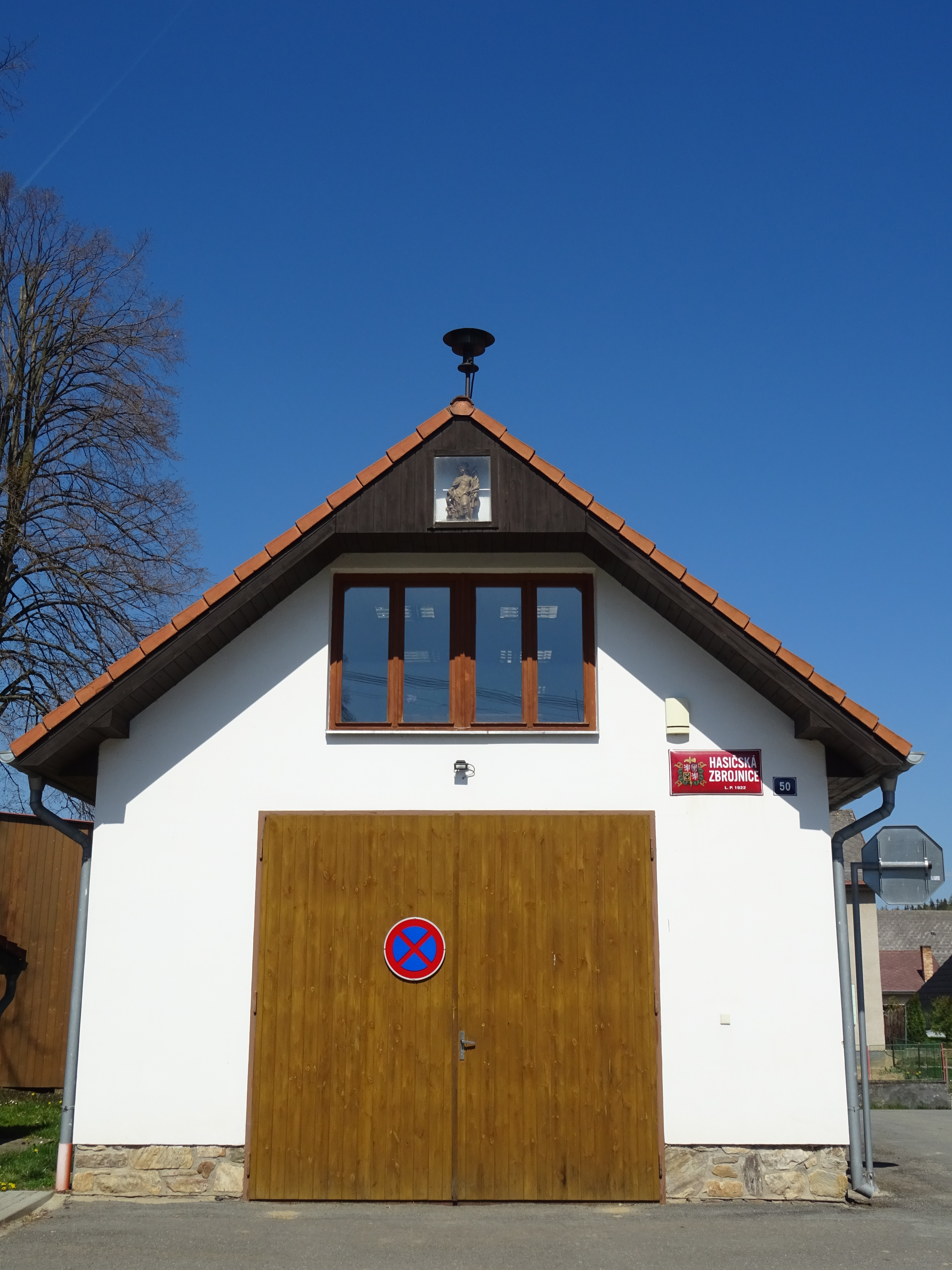
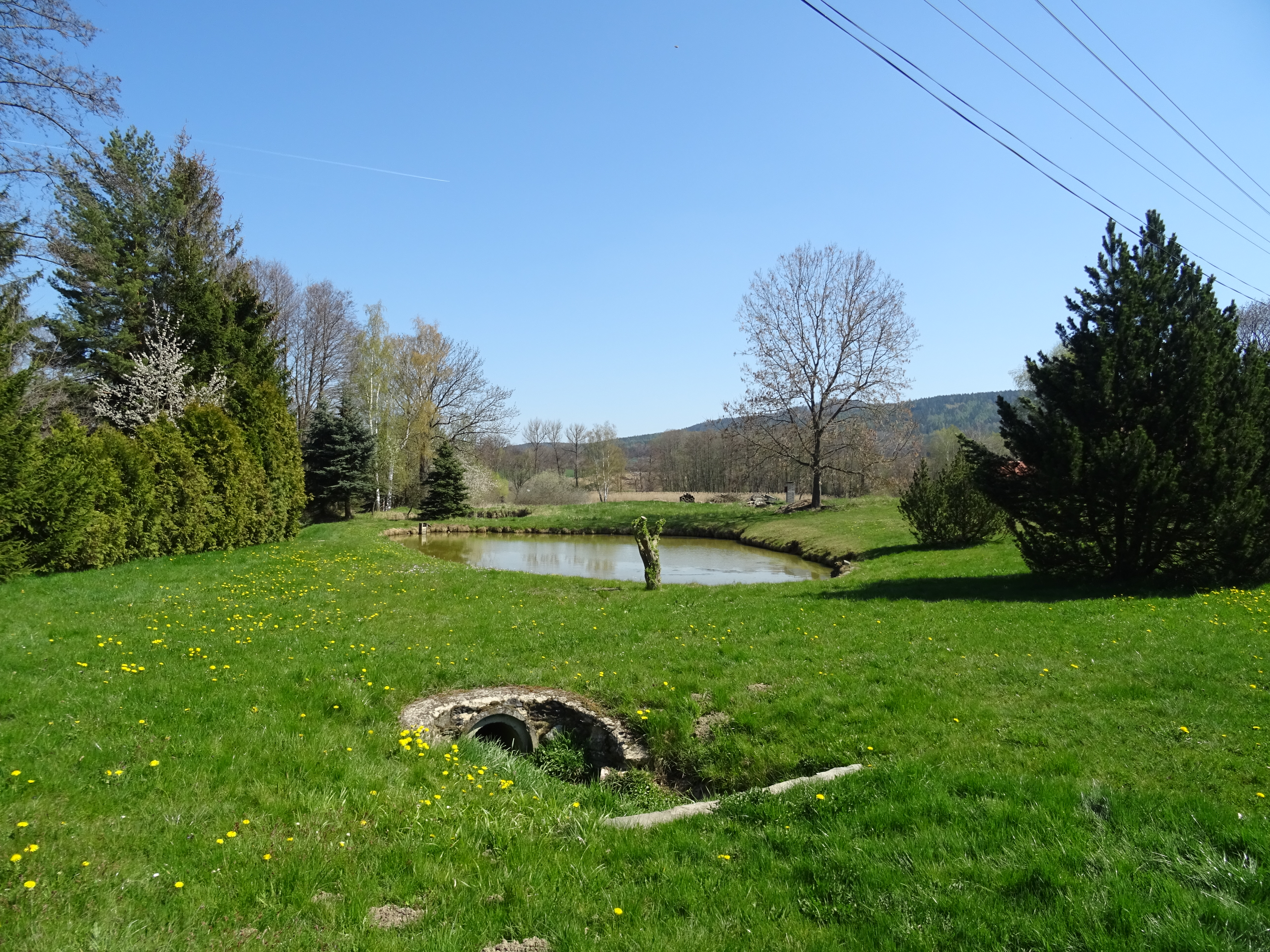
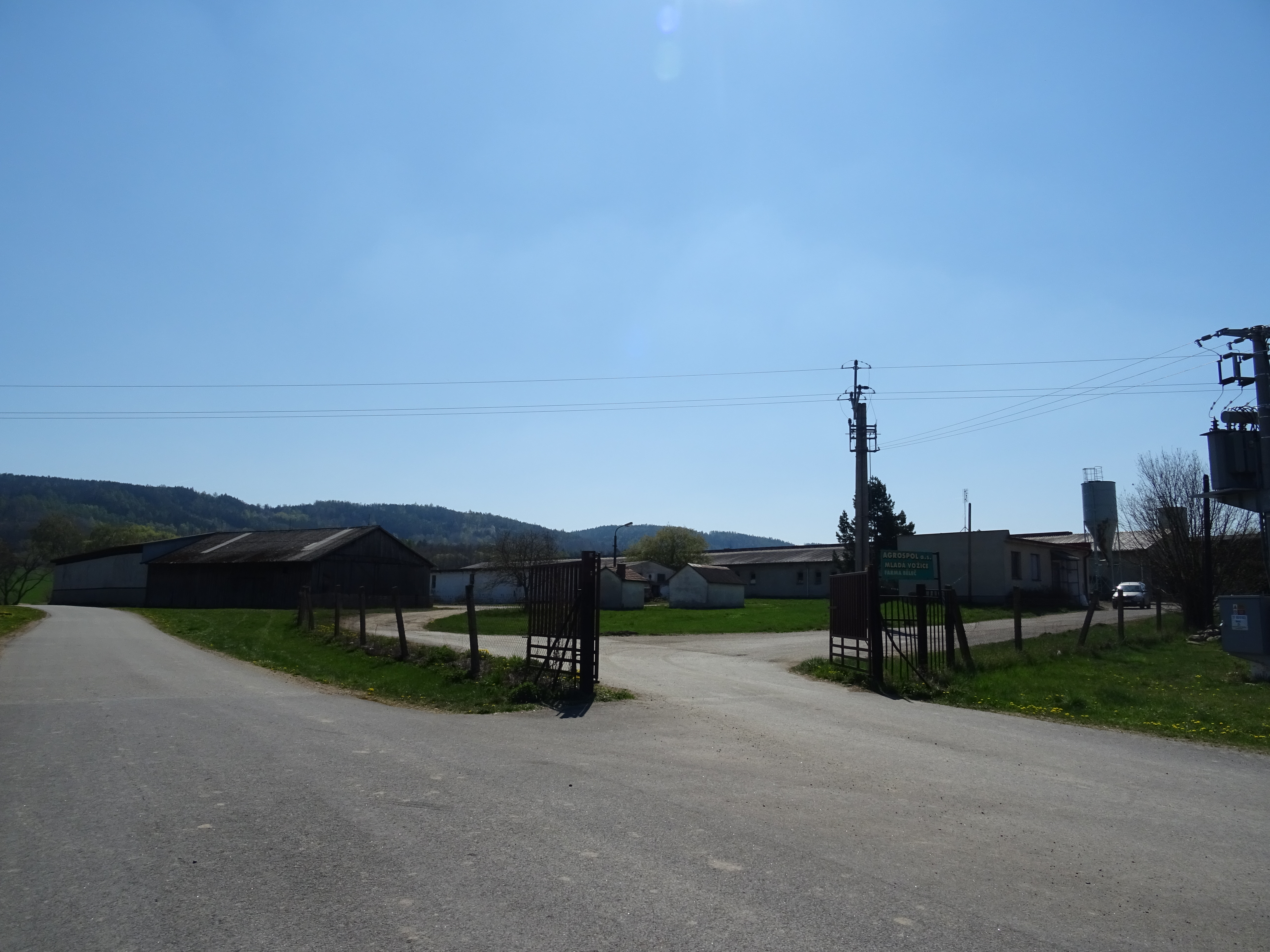